# Dulichiella spinosa
Dulichiella spinosa is een vlokreeftensoort uit de familie van de Melitidae. De wetenschappelijke naam van de soort is voor het eerst geldig gepubliceerd in 1912 door Stout.